# Joseph G. Altonji
Joseph Gerard Altonji (* 1953 in Honolulu) ist ein US-amerikanischer Arbeitsökonom und Thomas DeWitt Cuyler Professor of Economics an der Yale University. Er wird als einer der wichtigsten Arbeitsökonomen weltweit eingestuft.

## Leben und Werk
Joseph Altonji erwarb den B.A. und M.A. in Ökonomie an der Yale University bis 1975, darauf den Ph.D. an der Princeton University 1981. Altonji wurde Assistant Professor an der Columbia University und Associate Professor an der Northwestern University 1986, wo er 1990 zum Professor berufen wurde. 2002 ging er zurück zur Yale University als Thomas DeWitt Cuyler Professor of Economics.
Weiter war er Berater der Federal Reserve Bank of Chicago, Fellow am NCI Research und Berater am Center for Naval Analyses. Seit 2002 war er Research Fellow am IZA in Bonn. In den USA berät er wichtige Regierungsgremien (Federal Economic Statistics Advisory Committee, NSF Social, Behavior and Economic Sciences Advisory Committee).
Seine Ausgangsfrage war, ob aggregierte Schwankungen der (Arbeits-)Beschäftigung durch zwischenzeitlichen Ersatz im Arbeitsangebot erklärt werden können, wie es Robert E. Lucas vermutete. Er stellte fest, dass das Modell den Daten widersprach. In einer weiteren Analyse der Sensitivität des Arbeitsangebots gegenüber intertemporalen Lohnschwankungen verwendete Altonji Konsumdaten oder einen First-Difference-Ansatz zur Kontrolle der Vermögens- und Lohnerwartungen und stellt fest, dass die intertemporale Elastizität der Lohnsubstitution für verheiratete Männer positiv und gering ist. Weitere Arbeiten zum Arbeitskräfteangebot erstellte in den 1990er Jahren seine Doktorandin Christina Paxson mit dem Ergebnis, dass die Auswirkungen von demografischen Veränderungen in der Familienstruktur auf die Arbeitszeiten von Ehefrauen im Allgemeinen viel größer sind, wenn Ehefrauen den Arbeitgeber wechseln. Demnach bieten Arbeitsplatzwechsel infolge von Verschiebungen in den Arbeitsangebotspräferenzen (z. B. aufgrund der Mutterschaft) die Möglichkeit, Diskrepanzen zwischen gewünschten und tatsächlichen Arbeitszeiten zu verringern. In einer weiteren Studie mit Paxson zu diesem Thema stellten sie fest, dass Arbeitnehmer eine Vergütung benötigen, um in einem Job zu arbeiten, der angesichts der besonderen Vorlieben des Arbeitnehmers unattraktive Arbeitszeiten bietet.
Altonjis Arbeiten zur Bildungsökonomik untersuchten die Wirkung von Lehrplänen an weiterführenden Schulen; so gemeinsam mit James Spletzer den Zusammenhang zwischen einer Ausbildung am Arbeitsplatz (training on the job) und den Merkmalen von Arbeitnehmern und Arbeitsplätzen in den USA in den 1970er Jahren. Sie fanden keinen Zusammenhang zwischen dem High-School-Lehrplan und der Ausbildung. Stattdessen bestand – unter anderem – ein negativer Zusammenhang zwischen Ausbildungsintensität und -dauer. Frauen haben eine höhere Wahrscheinlichkeit, eine Ausbildung zu absolvieren als Männer, erhalten aber insgesamt weniger Ausbildungszeit. Spätere Arbeiten von Altonji zu Lehrplänen für weiterführende Schulen ergaben, dass die Rückkehr zu zusätzlichen Kursen in akademischen Fächern gering ausfiel. Er befasste sich auch mit der Wirkung katholischer High Schools auf den Bildungserfolg.
Altonji ist seit 2010 Mitglied der American Academy of Arts and Sciences. Im Jahr 2018 wurden seine Beiträge zur Analyse durch den IZA Preis für Arbeitsökonomie geehrt. Im selben Jahr war er Präsident der Society of Labor Economists. 2023 erhielt er deren Jacob-Mincer-Preis.

## Schriften
- mit Todd Elder, Christopher R. Taber: Selection on Observed and Unobserved Variables: Assessing the Effectiveness of Catholic Schools. In: Journal of Political Economy, 113 (1), 2005, S. 151–184.
- Race and gender in the labor market, in: Handbook of labor economics, hg. v. Orley C. Ashenfelter and David Card, Bd. 3, 1999, S. 3143–3259.
- The Intertemporal Substitution Model of Labour Market Fluctuations: An Empirical Analysis. In: The Review of Economic Studies. Band 49, Nr. 5, 1982, S. 783, doi:10.2307/2297189 (oup.com).

## Einzelbelege
1. ↑  mit Todd E. Elder, and Christopher R. Tab: Using Selection on Observed Variables to Assess Bias from Unobservables when Evaluating Swan-Ganz Catheterization. (PDF) Abgerufen am 10. November 2023 (englisch).
2. ↑  SBE Advisory Committee | NSF - National Science Foundation. Abgerufen am 11. November 2023.
3. ↑  Altonji, J.G. & Spletzer, J.R. (1991): Worker characteristics, job characteristics, and the receipt of on-the-job training.In: Industrial and Labor Relations Review, 45(1), pp. 58–79.

| Personendaten    | Personendaten                                                |
| ---------------- | ------------------------------------------------------------ |
| NAME             | Altonji, Joseph G.                                           |
| ALTERNATIVNAMEN  | Altonji, Joseph; Altonji, Joseph Gerard (vollständiger Name) |
| KURZBESCHREIBUNG | US-amerikanischer Ökonom                                     |
| GEBURTSDATUM     | 1953                                                         |
| GEBURTSORT       | Honolulu                                                     |